# Rudolf Berger
Rudolf Berger (ur. 1911, zm. ?) – zbrodniarz nazistowski, członek załogi niemieckiego obozu koncentracyjnego Dachau i SS-Rottenführer.
Od grudnia 1939 do kwietnia 1945 pełnił służbę jako kucharz w Schleissheim, podobozie KL Dachau. W procesie członków załogi Dachau (US vs. Johann Antkowiak i inni), który miał miejsce w dniach 30 czerwca – 1 lipca 1947 przed amerykańskim Trybunałem Wojskowym w Dachau skazany został na 3 lata pozbawienia wolności za bicie więźniów i składanie na nich karnych raportów.